# Acacia erioclada
Acacia erioclada é uma espécie de leguminosa do gênero Acacia, pertencente à família Fabaceae.